# Leonardo Rojas
Pedro Leonardo Rojas León (Lima, 9 ottobre 1961) è un ex calciatore peruviano, di ruolo difensore.

## Carriera

### Club
Ha sempre giocato nel campionato peruvian.

### Nazionale
Con la maglia della Nazionale ha collezionato 33 presenze e la convocazione per la Copa América 1987.